# Ryan Clark
Ryan Terry Clark (født 12. oktober 1979) er en professionel amerikansk fodbold-spiller fra USA, der spiller for det professionelle NFL-hold Washington Redskins. Han spiller positionen safety.